# فنلندا الجنوبية

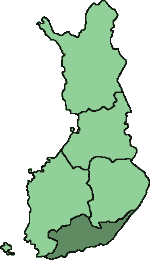
مقاطعة فنلندا الجنوبية

مقاطعة فنلندا الجنوبية (بالفنلندية Etelä-Suomen lääni، بالسويدية Södra Finlands län) إحدى مقاطعات فنلندا الستة . تحدها مقاطعتي و فنلندا الغربية وفنلندا الشرقية وخليج فنلندا وروسيا.